# Кленчани (Новосондецький повіт)
Кленчани (пол. Klęczany) — село в Польщі, у гміні Хелмець Новосондецького повіту Малопольського воєводства.
Населення — 1123 особи (2011).

## Демографія
Демографічна структура станом на 31 березня 2011 року:
|          | Загалом | Допрацездатний вік | Працездатний вік | Постпрацездатний вік |
| -------- | ------- | ------------------ | ---------------- | -------------------- |
| Чоловіки | 564     | 147                | 369              | 48                   |
| Жінки    | 559     | 127                | 324              | 108                  |
| Разом    | 1123    | 274                | 693              | 156                  |